# Калхун (Луизијана)
Калхун (енгл. Calhoun) насељено је место без административног статуса у америчкој савезној држави Луизијана.

## Демографија
По попису из 2010. године број становника је 679.
| Група             | 2000.    | 2010.       |
| Белци             | 0 (0,0%) | 625 (92,0%) |
| Афроамериканци    | 0 (0,0%) | 39 (5,7%)   |
| Азијати           | 0 (0,0%) | 3 (0,4%)    |
| Хиспаноамериканци | 0 (0,0%) | 7 (1,0%)    |
| Укупно            | 0        | 679         |